# Jesse Ventura
James George Janos (Mineápolis, Minnesota; 15 de julio de 1951), más conocido como Jesse Ventura, es un político estadounidense, gobernador número 38 de Minnesota entre 1999 y 2003,luchador profesional retirado, actor, locutor de radio, presentador de televisión en un programa de entrevistas y veterano de la Marina. Como luchador profesional fue conocido por su apodo, Jesse "The Body" Ventura, y la titularidad en la World Wrestling Federation como combatiente y comentarista.
En las elecciones a gobernador de Minnesota de 1998 se postuló como un miembro del Partido de la Reforma y fue elegido como el 38º gobernador de dicho estado, ejerciendo desde el 4 de enero de 1999 al 6 de enero de 2003, sin buscar un segundo mandato.

## Primeros años de vida
Ventura, nacido James George Janos en Minneapolis, Minnesota, es hijo de Bernice Lenz y George William Janos. Sus abuelos paternos eran de lo que es hoy Eslovaquia y su madre tiene ascendencia alemana. Ventura se considera eslovaco. Ventura asistió a la escuela primaria "Cooper" (actualmente cerrada) y se graduó de la Minneapolis Roosevelt High School en 1969.

## Carrera en la Marina
Del 11 de septiembre de 1969 al 10 de septiembre de 1975, durante la guerra de Vietnam, Ventura sirvió en la Marina de Estados Unidos y fue destinado en Filipinas. Ventura se graduó con BUD/S clase 58 en diciembre de 1970 y formó parte del equipo de demolición submarina (Underwater Demolition Team) UDT 12. La UDT se fusionaría con los Navy SEALs en 1983 (aunque los integrantes de los UDT necesitaban realizar un curso de adaptación para poder entrar en la nueva unidad), ocho años después de que Ventura dejara el ejército, por lo que no pudo haber formado parte del SEAL, aunque así lo había dejado entender en su autobiografía. Ventura más tarde confirmó que nunca entró en combate.
Durante sus últimos años en la marina se unió a un club de motociclistas llamado MONGOLS.
En Minnesota, Ventura asistió al North Hennepin Community College en la década de 1970. Al mismo tiempo, comenzó a practicar levantamiento de pesas y lucha libre. Fue guardaespaldas de los Rolling Stones durante un tiempo antes de aventurarse en la lucha libre profesional y cambiar su nombre.

## Carrera en la lucha libre profesional
Adoptó el nombre de Jesse "The Body" para imitar el estilo de un fisicoculturista de playa bully-ish, sacó el nombre "Ventura" de un mapa como parte de su carácter de "Rubio desteñido de California". Como luchador, Ventura fue un villano y a menudo utilizó el lema "Ganar si puede, pierde si debe, pero siempre engañar!" Gran parte de su personalidad extravagante la ha copiado Eldridge Wayne Coleman ("Superstar" Billy Graham), un artista carismático y popular durante los años 70 y 80. Años más tarde, como locutor, Ventura bromeó alegando que Graham robó todas sus ideas incluyendo su anillo y vestimenta.

## Filmografía
| Año  | Título                                               | Personaje                | Notas |
| ---- | ---------------------------------------------------- | ------------------------ | --- |
| 1987 | Depredador                                           | Blain Cooper             | Debut como actor Junto a Arnold Schwarzenegger, Carl Weathers, Bill Duke, Shane Black, Richard Chaves, Sonny Landham, Elpidia Carrillo y Kevin Peter Hall |
| 1987 | The Running Man                                      | Capitán Freedom          | Segunda colaboración con Arnold Schwarzenegger |
| 1989 | Thunderground                                        | The Man                  | |
| 1989 | No Holds Barred                                      | Él mismo                 | |
| 1990 | El Guardián del Universo                             | Abraxas                  | |
| 1990 | Repossessed                                          | Él mismo                 | |
| 1991 | Tagteam                                              | Bobby Youngblood         | |
| 1991 | Ricochet                                             | Jake Chewalski           | |
| 1993 | Living and Working in Space: The Countdown Has Begun | DMV Testee               | |
| 1993 | El Demoledor                                         | CryoCon                  | Junto a Sylvester Stallone, Sandra Bullock y Wesley Snipes                                                                                                |
| 1994 | Major League II                                      | Él mismo                 | Cameo |
| 1997 | Batman & Robin                                       | Guardia del Asilo Arkham | Tercera colaboración con Arnold Schwarzenegger |
| 2000 | Listo para luchar                                    | Él mismo                 | |
| 2001 | Joe Somebody                                         | Él mismo                 | |
| 2002 | The Master of Disguise                               | Él mismo                 | |
| 2003 | Pegado en usted                                      | Él mismo                 | |
| 2005 | El Timbre                                            | Orador Motivacional      | |
| 2008 | Borders                                              | Conrad                   | |
| 2010 | Woodshop                                             | Mr. Madson               | |
| 2014 | The Drunk                                            | Gobernador Littleton     | |

## Éxito como luchador individual y en parejas
En 1975, Ventura hizo su debut en los Estados centrales, antes de desplazarse hacia el territorio noroeste en la costa del Pacífico, donde luchó para el promotor Don Owen como Jesse Ventura "El grande". Más tarde, adoptó el apodo más permanente, "El cuerpo". Durante su estancia en Portland, Oregón, tuvo notables combates con Dutch Savage (Holandés salvaje) y Jimmy Snuka. Ganó dos veces el título individual de lucha libre noroeste Pacífico, y cinco veces el título por parejas (dos veces con Toro Ramos y "Playboy" Buddy Rosey y una vez con Jerry Oates). Más tarde se trasladó a la asociación de su ciudad natal, la American Wrestling Association en Minnesota y empezó a hacer equipo con Adrian Adonis como la "Conexión este-oeste" en 1979. El dúo ganó por forfeit la promoción World Tag Team Championship el 20 de julio de 1980 cuando Verne Gagne, campeón por parejas junto con Mad Dog Vachon, no se presenta en la defensa del título en Denver, Colorado. El dúo celebró los cinturones casi un año, perdiendo ante la pareja Greg Gagne y Jim Brunzell denominados "The High Flyers" (Altos volantes).